# マッサ・ダルベ
マッサ・ダルベ（イタリア語: Massa d'Albe）は、イタリア共和国アブルッツォ州ラクイラ県にある、人口約1,500人の基礎自治体（コムーネ）。

## 地理

### 位置・広がり

#### 隣接コムーネ
隣接するコムーネは以下の通り。
- アヴェッツァーノ
- マリアーノ・デ・マルシ
- オヴィンドリ
- ロッカ・ディ・メッツォ
- スクルコラ・マルシカーナ